# San Martín Hidalgo
San Martín Hidalgo é um município do estado de Jalisco, no México.
Em 2005, o município possuía um total de 24.127 habitantes.